# Каталектика
Катале́ктика (грец. kataléktik — усічення, скорочення, від katalego — припиняю, закінчую) — розділ метрики, де висвітлюються ритмічні закінчення віршового рядка — клаузули, які розмежовують його з наступним.
Сучасні віршознавці визначають своєрідність клаузул за місцем наголосу (окситонна, парокситонна, дактилічна, гіпердактилічна), враховуючи останній наголошений склад та ненаголошені, розташовані за ним. Каталектика, характеризуючись зменшенням останньої стопи у віршовому рядку на один чи кілька ненаголошених складів, виявляє цим свою відмінність від акаталектики чи гіперкаталектики. У вужчому розумінні каталектика тлумачиться як закінчення віршового рядка стопою, поменшеною порівняно з іншими на один чи два ненаголошених склади (крім ямба та анапеста, де ритмічний акцент припадає на останній склад).
У хореї та амфібрахії спостерігається усічення на склад, у дактилі — на один чи два: «Осінь звучить, наче скрипка» Борис Бунчук:
—UU/—UU/—U.
В. Ковалевський спостеріг аналогічні явища і в середині рядка — в останній стопі перед цезурою, називаючи її ліпометричною (на відміну від метричної, що відповідає акаталектичному закінченню, та гіперметричної), наводячи як приклад віршовані рядки чотиристопного дактиля:
Вудку закинуть рибалка забувся:
Що йому риба, що йому води (…) (Тамара Коломієць).